# 片桐大忍
 片桐 大忍 （かたぎり だいにん、1928年1月19日 - 1990年5月1日）は、日本の曹洞宗の僧侶で、ミネソタ禅センターの開山。
アメリカ中部での日本からの禅の拡大に大きく貢献した。

## 経歴
大阪で生まれた。
泰蔵院（福井県）の林ダイチョウの下で出家し、永平寺の橋本恵光の下で3年間修行した。その後、駒澤大学に入学した。

### 渡米後
1963年に、曹洞宗務庁よりロサンゼルスの禅宗寺に派遣された。
1965年にサンフランシスコの桑港寺に行き、鈴木俊隆と、後の1969年に分離設立されたサンフランシスコ禅センターの活動を助けた 。 
サンフランシスコでの勤務中、彼は自分の坐禅会を作ることを考え始めた。その後ほどなくして鈴木老師が亡くなり、モントレーに坐禅会を結成した。

### ミネソタ禅センター
1972年にミネアポリスのカルホーン湖近くに移動した。
そこで彼は後にミネソタ禅センター（願生寺）となる小さな禅堂の住職となった。
更に、南ミネソタに宝鏡寺を創設した。
ミネソタ行きを決めたのは、そこに禅の指導者がほとんどいなかったからである。彼は、アメリカの禅の指導者の大多数はニューヨークかカリフォルニアにおり、その間の中部地方は人手が足りなかった現状を見た。
1970年代から1980年代にかけ、彼は楢崎一光が堂頭を務める瑞應寺に多くの修行者を送り出した。
1984年にはゼンテツ・リチャード・ベーカーのサンフランシスコ禅センター住職辞任により、センターより依頼されて臨時住職を1985年まで務めた。
1990年にガンで遷化するまで、ミネソタに留まった。

## 家族
彼は片桐トモエと1960年に結婚し、2人の息子（ヤスヒコ、エイジョウ）を授かった。

## 弟子
彼には12人の法嗣がいた。
- スティーブ・ハーゲン
- Nonin Chowaney
- イヴォンヌ・ランド
- Karen Sunna
- Dokai Georgesen
- Norm Daitetsu Randolph
- Shoken Winecoff
- Teijo Munnich
- Dosho Mike Port
- Joen Snyder O'Neal
- 吉田ロサン
- Emyo Dielman

## 著書
- Katagiri, Dainin; Conniff, Yūkō; Hathaway, Willa (1988). Returning to Silence: Zen Practice In daily Life. Shambhala Publications. ISBN 0-87773-431-3
- Katagiri, Dainin; Hagen, Steve (1998). You Have to Say Something: Manifesting Zen Insight. Shambhala Publications. ISBN 1-57062-238-8
- Katagiri, Dainin (1999). Katagiri Roshi : Buddhist lay ordination lectures: a transcription of the lectures given January 6 to February 4, 1982 at the Minnesota Zen Meditation Center, Minneapolis, Minnesota. Katagiri Roshi Book Project. OCLC 56682716
- Katagiri, Dainin; Martin, Andrea (2007). Each Moment is the Universe: Zen and the Way of Being Time. Shambhala Publications. ISBN 1-59030-408-X